# Sebastián Mariner
Sebastián Mariner Bigorra (Vilaplana, Tarragona, 1923 - Madrid, 25 de enero de 1988), lingüista y latinista español.
Catedrático de latín en enseñanzas medias en Sevilla y Valencia, ocupó luego las cátedras de Filología Latina en las Universidades de Granada y Complutense de Madrid. 
Entre sus obras se cuentan ediciones y traducciones de Julio César, Tito Livio y Lucano, libros de texto de lengua y literatura latinas, de Fonología (añadió un "Apéndice sobre Fonemática Latina" a la clásica Fonética latina de Mariano Bassols de Climent) y de latín vulgar. Se contó también entre los introductores del estructuralismo en España (Estudis estructurals de catalá, 1975). Dirigió treinta y tres tesis doctorales y ochenta y dos de licenciatura, así como la sección latina de la Biblioteca Clásica Gredos. 
Su obra es muy extensa y abarca un total de doscientos treinta y siete títulos de trabajos científicos, principalmente sobre lengua y literatura latinas. Dedicó su interés también a la epigrafía antigua (Inscripciones Hispanas en verso, 1952, Inscripciones Romanas de Barcelona, 1973) y la lingüística general.